# CUL3
CUL3‏ (Cullin 3) هوَ بروتين يُشَفر بواسطة جين CUL3 في الإنسان.